# Charles-Amarin Brand
Charles-Amarin Brand (Mulhouse, 27 giugno 1920 – Tolosa, 31 marzo 2013) è stato un arcivescovo cattolico francese.

## Biografia
Monsignor Charles-Amarin Brand nacque a Mulhouse il 27 giugno 1915.

### Formazione e ministero sacerdotale
Iniziò gli studi presso il seminario di Strasburgo, poi a causa della seconda guerra mondiale li dovette proseguire ad Aix-en-Provence e a Poitiers. Al termine del conflitto ritornò a Strasburgo, dove conseguì il dottorato in teologia. Conseguì anche un diploma di studi superiori in filosofia.
L'11 luglio 1943 fu ordinato presbitero per la diocesi di Strasburgo a Clermont-Ferrand. Nel 1955 si incardinò nella diocesi di Fréjus-Toulon, essendosi reso disponibile già nell'anno della sua ordinazione. Fu segretario del vescovo Auguste Joseph Gaudel e cappellano militare dei campi di Fréjus-Saint-Raphaël, direttore della cappellania dell'educazione pubblica e direttore del centro diocesano, vicario episcopale e vicario generale.

### Ministero episcopale
Il 28 dicembre 1971 papa Paolo VI lo nominò vescovo ausiliare di Fréjus-Tolone e titolare di Utina. Ricevette l'ordinazione episcopale il 13 febbraio successivo nella basilica di San Pietro in Vaticano dallo stesso pontefice coconsacranti i cardinali Bernard Jan Alfrink, arcivescovo metropolita di Utrecht, e William John Conway, arcivescovo metropolita di Armagh.
Il 18 novembre 1976 papa Paolo VI lo nominò vescovo ausiliare di Strasburgo.
Il 30 luglio 1981 papa Giovanni Paolo II lo nominò primo arcivescovo di Monaco. Lì attuò la nuova convenzione tra la Santa Sede e il Principato firmata il 25 luglio 1981 con cui il principe Ranieri III di Monaco rinunciava di fatto al vasto potere di patronato sulla Chiesa cattolica monegasca ottenuto fin dal Concordato del 1822, prima ancora della erezione della stessa diocesi nel 1886 (già abbazia territoriale dal 1868). Il 18 settembre 1982 celebrò le solenni esequie della principessa Grace Kelly.
Il 16 luglio 1984 papa Giovanni Paolo II lo nominò arcivescovo-vescovo di Strasburgo. Prese possesso della diocesi il 20 ottobre successivo. Il 1º giugno 1988 lo stesso pontefice elevò la diocesi ad arcidiocesi. Nell'ottobre dello stesso anno l'arcidiocesi ricevette la visita di papa Giovanni Paolo II. Il suo episcopato fu particolarmente segnato dalla preoccupazione per la formazione, dall'istituzione della commissione sulla vita e sul ministero dei sacerdoti e dalla riflessione sulla ristrutturazione pastorale.
Il 23 ottobre 1997 papa Giovanni Paolo II accettò la sua rinuncia al governo pastorale dell'arcidiocesi per raggiunti limiti di età. Si ritirò a vivere tra Colmar e Tolosa.
In seno alla Conferenza episcopale di Francia fu membro e presidente della commissione episcopale presso la Comunità Europea (COMECE). Dal 1986 al 1990 fu vicepresidente e dal 1990 al 1993 presidente della Commissione delle conferenze episcopali della Comunità Europea.
Morì a Tolosa il 31 marzo 2013 all'età di 92 anni. Le esequie si tennero il 5 aprile alle ore 10 nella cattedrale di Strasburgo. Al termine del rito fu sepolto nella cripta dei vescovi dello stesso edificio.

## Genealogia episcopale e successione apostolica
La genealogia episcopale è:
- Cardinale Scipione Rebiba
- Cardinale Giulio Antonio Santori
- Cardinale Girolamo Bernerio, O.P.
- Arcivescovo Galeazzo Sanvitale
- Cardinale Ludovico Ludovisi
- Cardinale Luigi Caetani
- Cardinale Ulderico Carpegna
- Cardinale Paluzzo Paluzzi Altieri degli Albertoni
- Papa Benedetto XIII
- Papa Benedetto XIV
- Papa Clemente XIII
- Cardinale Marcantonio Colonna
- Cardinale Giacinto Sigismondo Gerdil, B.
- Cardinale Giulio Maria della Somaglia
- Cardinale Carlo Odescalchi, S.I.
- Cardinale Costantino Patrizi Naro
- Cardinale Lucido Maria Parocchi
- Papa Pio X
- Papa Benedetto XV
- Papa Pio XII
- Cardinale Eugène Tisserant
- Papa Paolo VI
- Arcivescovo Charles-Amarin Brand

La successione apostolica è:
- Vescovo Léon Hégelé (1985)
- Vescovo Pierre René Ferdinand Raffin, O.P. (1987)
- Arcivescovo Joseph Doré, P.S.S. (1997)